# Liste der Fischereikennzeichen in Belgien
Das Fischereikennzeichen in Belgien ist ein vorgeschriebenes Kennzeichen am Bug von Seefischerschiffen. Das Kennzeichen besteht aus einer Buchstabenfolge, die den Heimathafen bezeichnet, gefolgt von einer Registriernummer.
| Abkürzung | Heimathafen                   |
| --------- | ----------------------------- |
| A         | Antwerpen                     |
| B         | Blankenberge                  |
| BOU       | Bouchoute                     |
| BRD       | Berendrecht                   |
| C         | Koksijde (französisch Coxyde) |
| D         | Doel                          |
| DG        | Dunkerque-Gravelines          |
| EX        | Ehemalige Fischereischiffe    |
| H         | Heist                         |
| K         | Kieldrecht                    |
| L         | Lilloo                        |
| N         | Nieuwpoort                    |
| O         | Oostende                      |
| OD        | Oostduinkerke                 |
| P         | De Panne                      |
| R         | Rupelmonde                    |
| Z         | Zeebrugge                     |
| ZV        | Zandvliet                     |